# Saison 1 de The Haunting
« The Haunting of Hill House » redirige ici. Pour le roman de Shirley Jackson, voir Maison hantée (roman).
Chronologie
Saison 2 : The Haunting of Bly Manor
The Haunting of Hill House, ou La Dernière demeure des Hill au Québec, est la première saison de la série télévisée d'anthologie américaine The Haunting.
Cet article présente le guide des épisodes de cette première saison.

## Synopsis
Lors de l'été 1992, Hugh et Olivia Crain s'installent temporairement dans un ancien manoir, Hill House, avec leurs cinq enfants : Shirley, Steven, Theodora, Luke et Eleanor. Mais d'étranges événements commencent à se dérouler au sein du manoir et affectent principalement Olivia dont le comportement devient de plus en plus étrange.
Un soir, Hugh et les enfants quittent la maison à cause de circonstances encore très floues pour les enfants Crain mais qui ont conduit à la mort de leur mère.
En 2018, soit 26 ans après leur départ d'Hill House, les enfants et leur père, dont la relation a été fortement affectée depuis, se retrouvent après une nouvelle tragédie, les forçant à affronter leurs démons intérieurs mais également à ouvrir les yeux sur ce que Hill House a fait d'eux et l'emprise que cette maison diabolique semble encore avoir sur eux.

## Généralités
- Cette première saison est librement adaptée du roman Maison hantée de Shirley Jackson.
- Elle a été mise en ligne intégralement le 12 octobre 2018 sur le service Netflix dans tous les pays où ce dernier est disponible.

## Distribution

### Acteurs principaux
- Carla Gugino (VFB : Marsha Van Boven) : Olivia Crain
- Timothy Hutton (VFB : Olivier Cuvellier) : Hugh Crain
  - Henry Thomas (VFB : Olivier Cuvellier) : Hugh (1992)
- Michiel Huisman (VFB : Pierre Lognay) : Steven Crain
  - Paxton Singleton (VFB : Tim Belasri) : Steven (1992)
- Elizabeth Reaser (VFB : Maia Baran) : Shirley Crain
  - Lulu Wilson (VFB : Jazz Marlier) : Shirley (1992)
- Oliver Jackson-Cohen (VFB : Stanny Mannaert) : Luke Crain
  - Julian Hilliard (VFB : Harry Belasri) : Luke (1992)
- Kate Siegel (VFB : Ludivine Deworst) : Theodora « Theo » Crain
  - Mckenna Grace (VFB : Clarisse De Vinck) : Theodora (1992)
- Victoria Pedretti (VFB : Sofia Atman) : Eleanor « Nell » Crain
  - Violet McGraw (VFB : Zabou Vanderbussche) : Eleanor (1992)

Photos des acteurs principaux
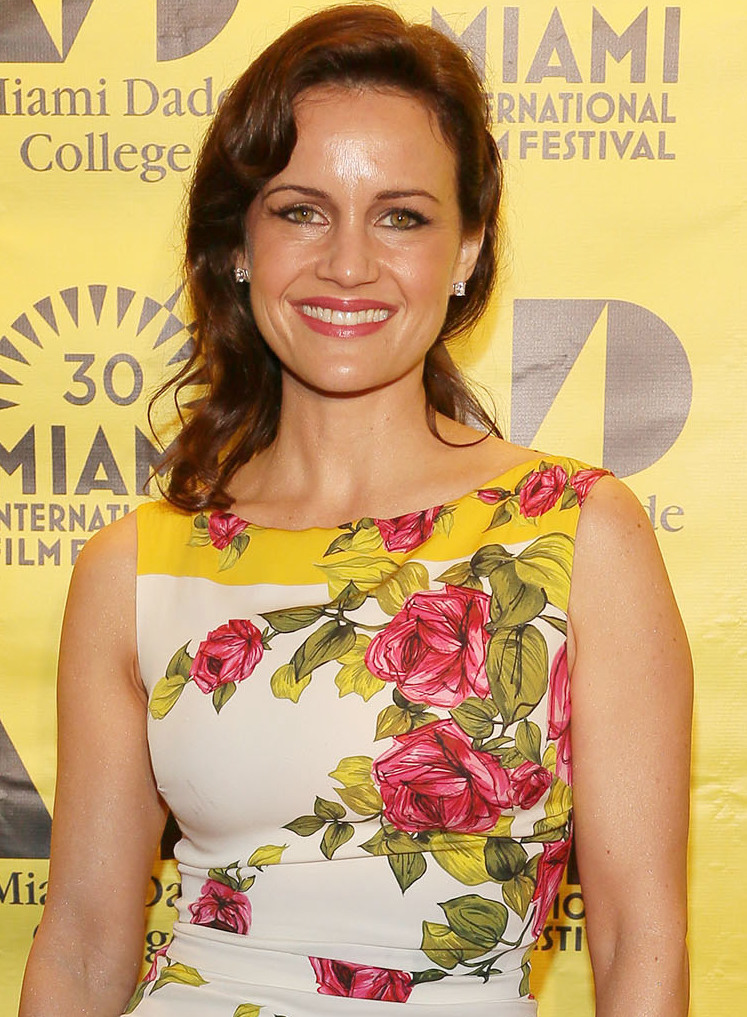
Carla Gugino interprète Olivia.
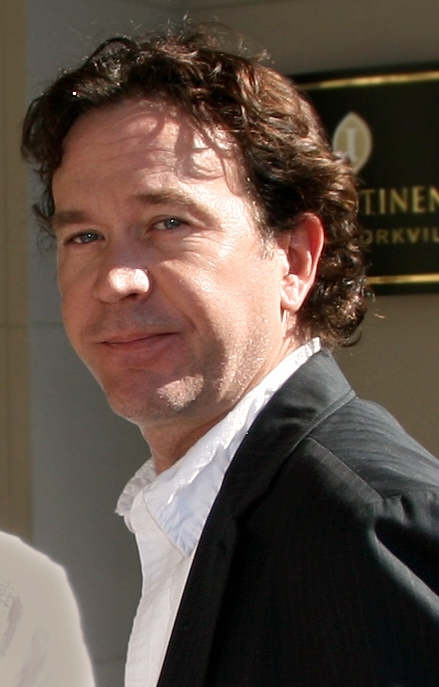
Timothy Hutton interprète Hugh.
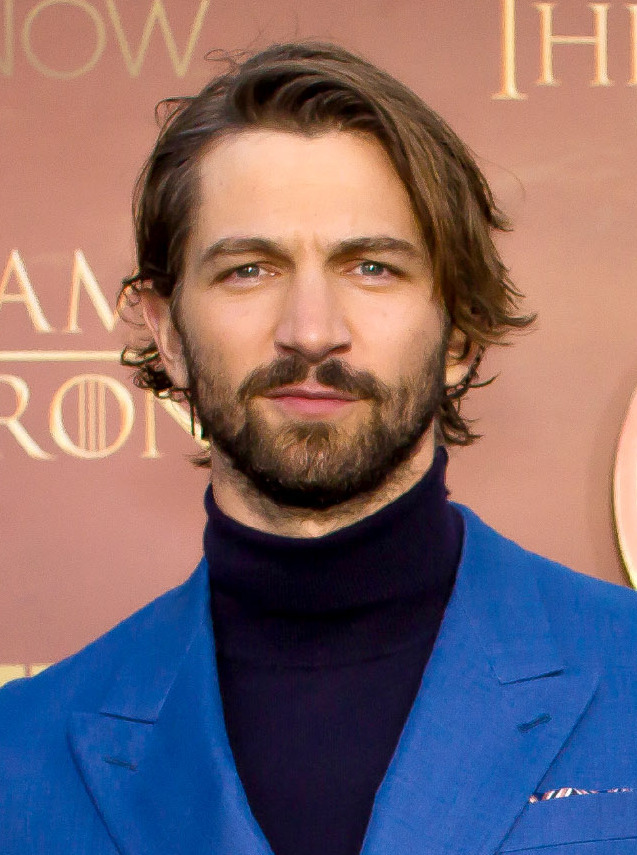
Michiel Huisman interprète Steven.
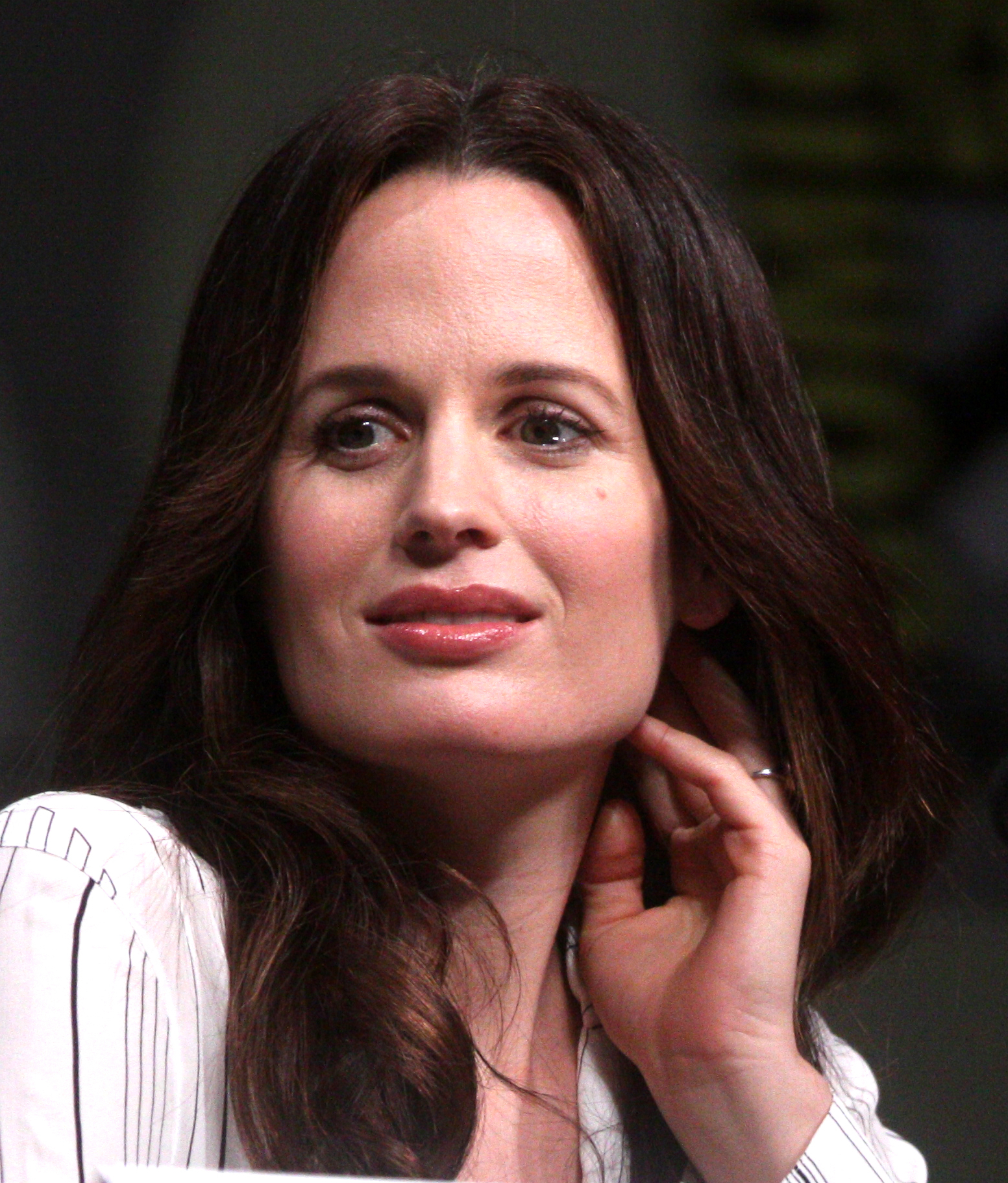
Elizabeth Reaser interprète Shirley.
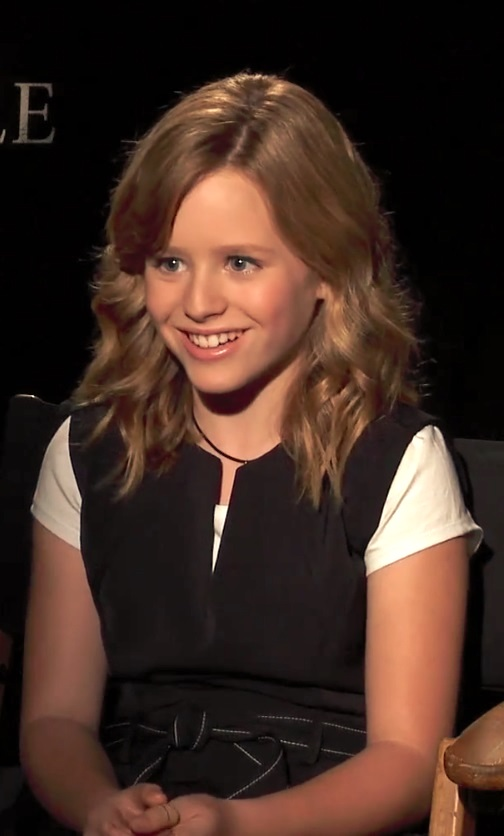
Lulu Wilson interprète Shirley enfant.
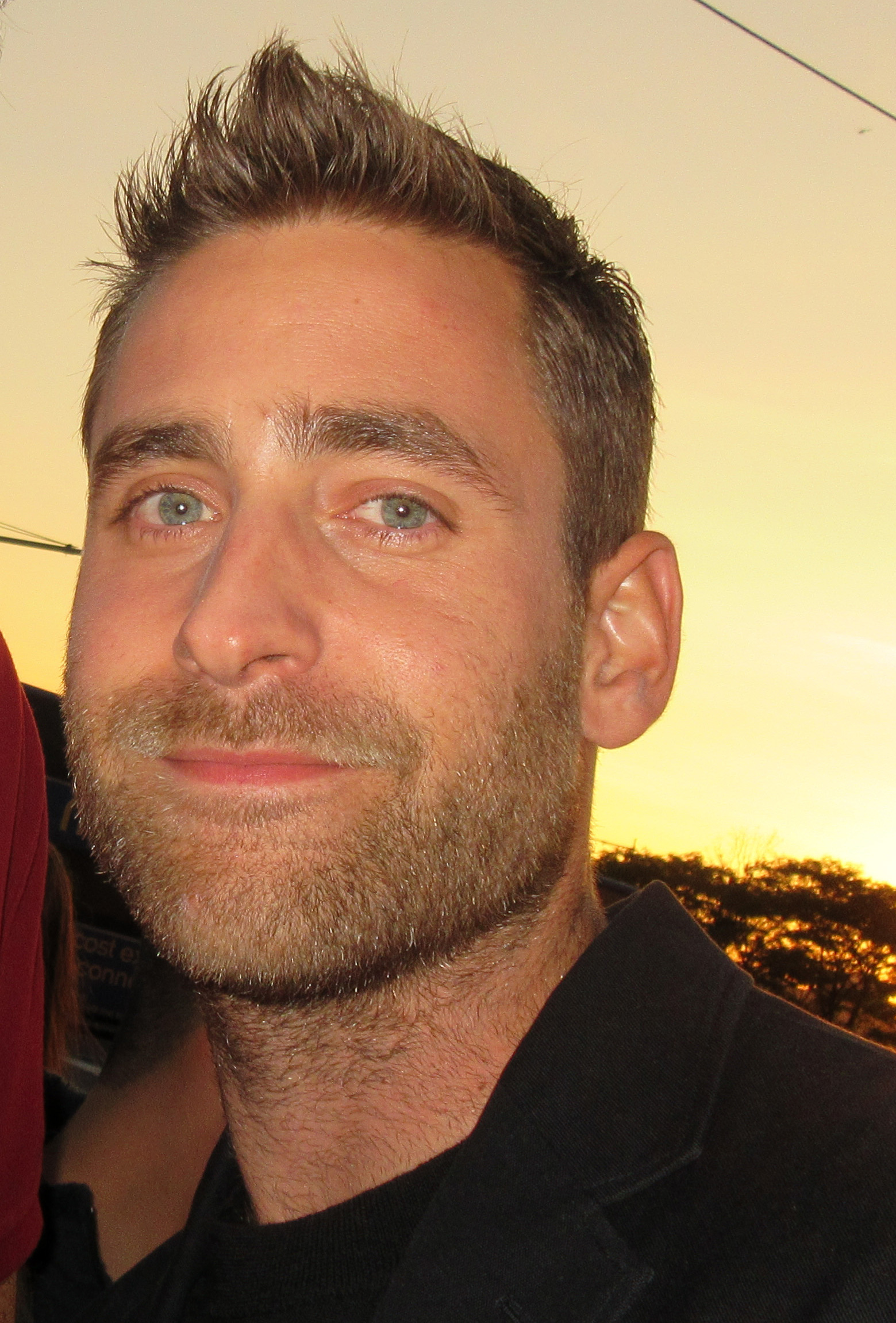
Oliver Jackson-Cohen interprète Luke.
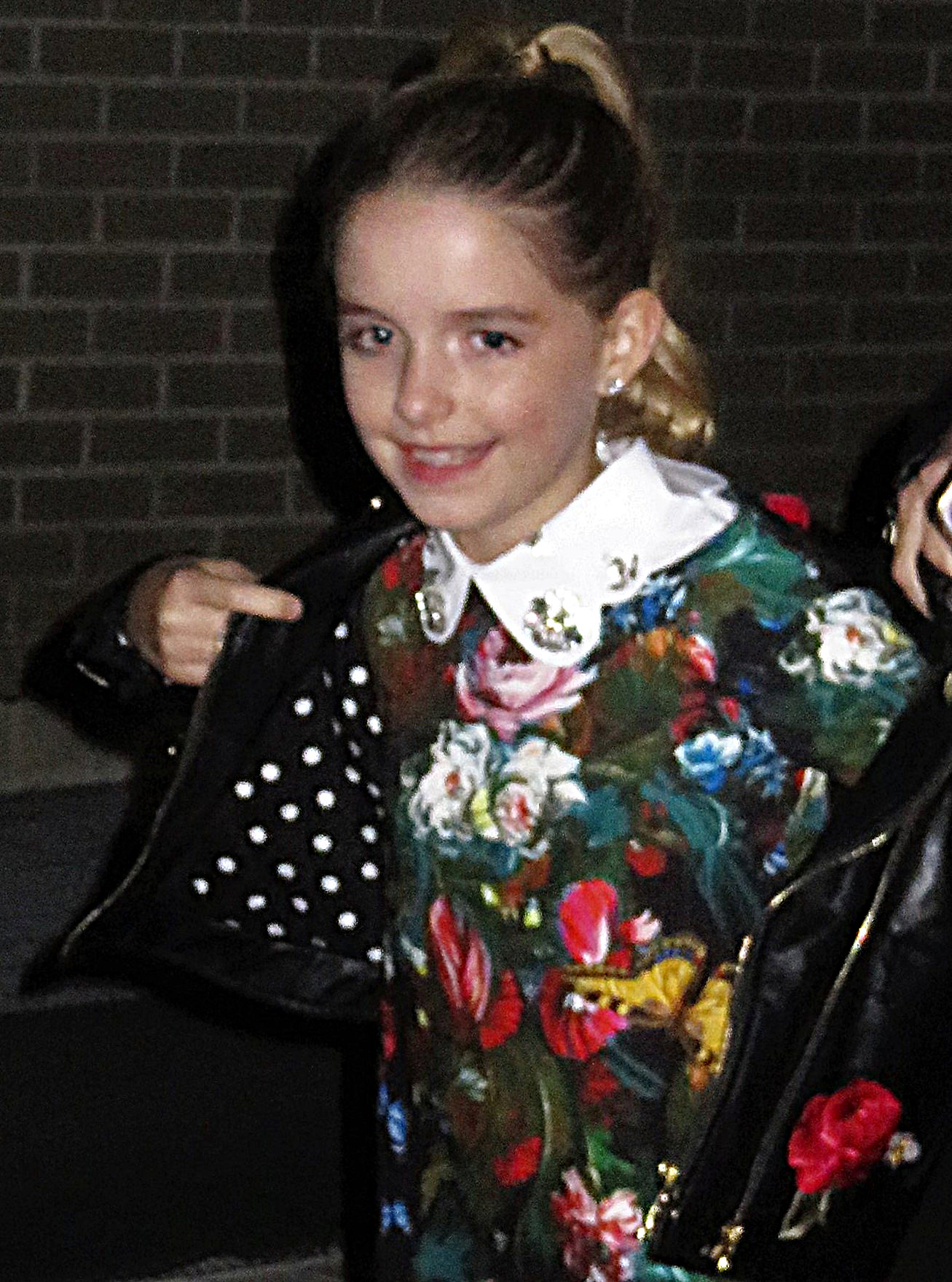
Mckenna Grace interprète Theodora enfant.

### Acteurs récurrents
- Annabeth Gish (VFB : Micheline Tziamalis) : Clara Dudley
- Anthony Ruivivar (VFB : David Manet) : Kevin Harris
- Samantha Sloyan (VFB : Prunelle Rulens) : Leigh Crain
- Robert Longstreet (VFB : Benoît Van Dorslaer) : Horace Dudley
- Levy Tran (VFB : Cathy Boquet) : Trish Park
- James Lafferty (VFB : Bernard Grand) : Ryan Quale
- Jordane Christie : Arthur Vance
- Elizabeth Becka : Tante Janet
- Logan Medina : Jayden Harris
- May Badr : Allie Harris
- Anna Enger : Joey
- Olive Elise Abercrombie : Abigail
- Catherine Parker : Poppy Hill
- Fedor Steer : William Hill
- Mimi Gould : Hazel Hill

Photos des acteurs récurrents
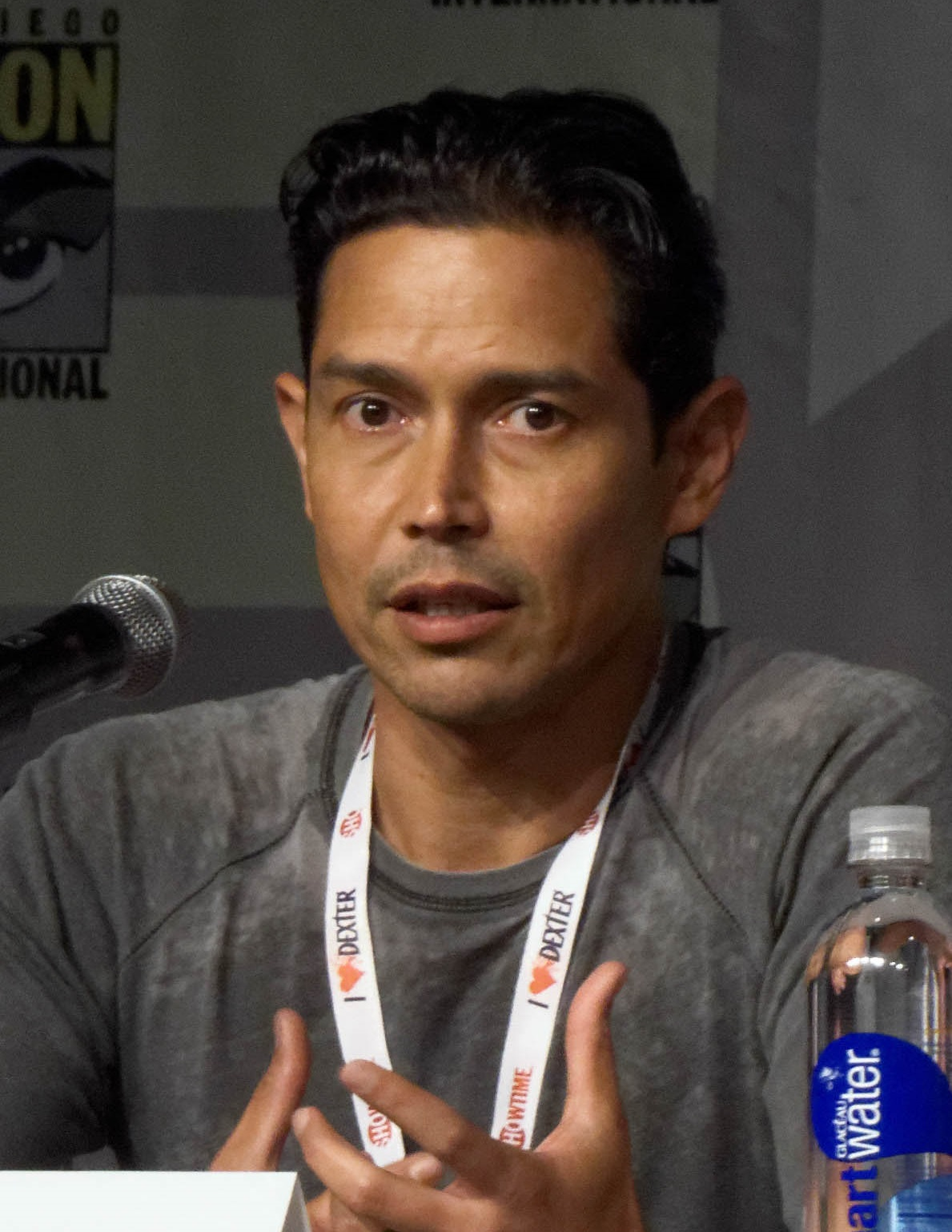
Anthony Ruivivar interprète Kevin.
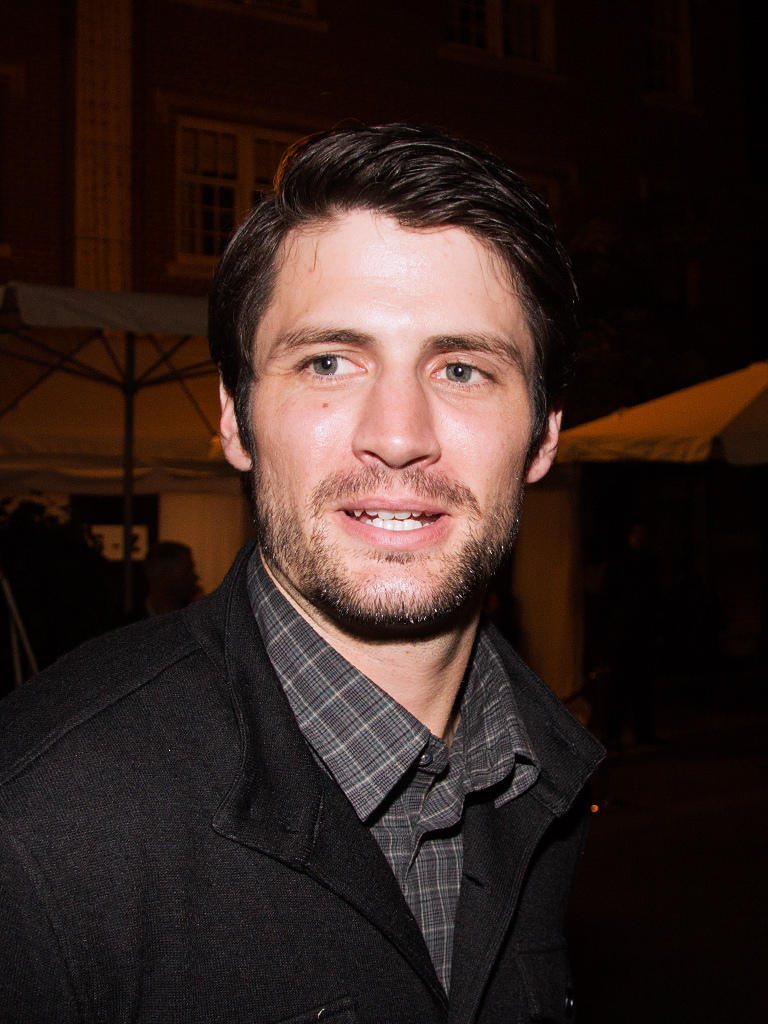
James Lafferty interprète Ryan.

## Épisodes

### Épisode 1:Le Fantôme
- : 12 octobre 2018 sur Netflix

On découvre la famille Crain, Hugh et Olivia parents de cinq enfants rénovent un manoir pour pouvoir le revendre. Steven le grand frère prend son rôle à cœur, Shirley parle dans son sommeil, Theodora est introvertie, Nell est terrorisée par celle qu'elle appelle la femme au cou tordu, et Luke son frère jumeau semble aussi voir des choses qu'il exorcise par le dessin.
Hugh est obligé de s'enfuir avec ses enfants au milieu de la nuit laissant derrière lui Olivia, sa femme.

### Épisode 2:Le Cercueil ouvert
- : 12 octobre 2018 sur Netflix

### Épisode 3:Le Don
- : 12 octobre 2018 sur Netflix

### Épisode 4:Les Jumeaux
- : 12 octobre 2018 sur Netflix

### Épisode 5:La Dame au cou tordu
- : 12 octobre 2018 sur Netflix

### Épisode 6:Les Deux Tempêtes
- : 12 octobre 2018 sur Netflix

### Épisode 7:L'Éloge funèbre
- : 12 octobre 2018 sur Netflix

### Épisode 8:Les Marques témoins
- : 12 octobre 2018 sur Netflix

### Épisode 9:Les Mauvais Rêves
- : 12 octobre 2018 sur Netflix

### Épisode 10:Le Silence pesait lourdement
- : 12 octobre 2018 sur Netflix

lieux de tournage
- sorel-tracy(québec)